# Ембера-Уоунаан
Ембера̀-Уоунаан (на испански: Emberá-Wounaan) е една от 5-те територии на централноамериканската държава Панама. Намира се в източната част на страната. Площта ѝ е 4394 квадратни километра и има население от 13 016 души (по изчисления за юли 2020 г.). Столицата на територията е град Униòн Чокò.